# Samoniklo prizorišče
Samoniklo označuje tisto, kar raste od spodaj navzgor ter se kot tako upira predpostavljenim hierarhijam znotraj organizacijskih struktur. Samoniklo prizorišče je javni prostor v katerem se izvajajo samonikle dejavnosti in deluje po načelu avtonomije. Ko se za samoniklo označi neko prizorišče, to pomeni, da je to mesto srečevanja, neformalnega izobraževanja, umetniškega ustvarjanja in političnega delovanja, ki se organizira »samo«, z lastno pobudo in iniciativo vključenih. Sodelovanje znotraj samoniklih prizorišč je medgeneracijsko in pokriva področja kulture, socialnega dela, neformalnega učenja, mladinskega dela, aktivnega državljanstva, raziskovalnega dela ter prostovoljstva. Samonikla prizorišča so ena izmed oblik nevladnega organiziranja mladih in za mlade. V našem prostoru je njihova posebnost decentraliziranost, saj nastajajo tako v urbanih okoljih kot v manjših krajih. Zanje se lahko uporabljajo tudi izrazi mladinski centri, kulturni centri, skvoti ali klubi, njihova vsebina pa je največkrat označena kot alternativna, subkulturna in podzemna (underground).

## Nastajanje samoniklosti
Samonikla prizorišča zaznamuje spontanost in kritičen pogled na družbo. Marko Brecelj je v zborniku predavanj 1. letnika Delavsko-punkerske univerze (DPU) uporabil krovni izraz »osvobojena ozemlja«, ki označuje vse prostore, v katerih se združujejo ljudje, ki ne podlegajo vladajoči propagandi; torej mislijo samostojno. Osvobojena ozemlja samoniklo nastanejo takrat, ko si podobno misleči ljudje v istem kraju najdejo prostor, v katerem se lahko družijo in uresničujejo svoje skupne in nepridobitne interese. Največkrat njihovo delovanje sega na področje kulture in sociale. Z odprtim programom in dostopnimi prostori, tovrstna prizorišča namreč praviloma delujejo vključujoče, zato lahko v njih najdejo prostor marginalizirane družbene skupine in posamezniki. Obenem pa jih neuveljavljenost tam delujočih glasbenikov in umetnikov ter njihovo nišno zanimanje za alternativo, ki praviloma ni tržno zanimiva, postavlja na območje manjšinske kulture.

Vsako osvobojeno ozemlje ima lastno unikatno zgodbo o svojih začetkih. Vendar pa je en izmed najbolj pogostih načinov pridobitve prostora, največkrat zaradi nezadostnega finančnega stanja skupine pa tudi ideoloških prepričanj, zavzetje zapuščenega prostora v svoji bližnji okolici, ki jo posameznice in posamezniki lastnoročno očistijo, preuredijo in opremijo.  Delo po principu »naredi si sam« ali DIY daje osvobojenim ozemljem specifičen izgled, kjer ima funkcionalnost prednost pred estetiko. Obenem zaradi pomanjkanja finančnih sredstev v svojo infrastrukturo velikokrat vnaša ponovno uporabljene elemente ter s tem po principu "upcyclinga" na kreativen način vključuje domnevno odpadne predmete. Dejavnost samostojnega opremljanja in organiziranja prostora po lastnih potrebah, pobudnice in pobudnike medsebojno poveže v kolektiv, ki je na prostor navezan prej sentimentalno in le redko finančno (saj gredo sredstva ponavadi v obnavljanje venomer propadajoče infrastrukture). Takšni prostori so »ukrojeni po človeški meri … in ne narekuje(jo) formalnega vedenja, ampak ustvarjalno sproščenost, neposredno komunikacijo med obiskovalci in tistimi, ki nastopajo ali vodijo kakšno prireditev.« V Sloveniji sta najbolj poznani in največji še delujoči osvobojeni ozemlji AKC Metelkova mesto v Ljubljani in Kulturni center Pekarna v Mariboru.
Prvotne aktivnosti posameznic in posameznikov se lahko v nekaterih primerih iz svojega neformalnega značaja formalizirajo kot nevladne organizacije. Najbolj pogosta oblika je društvo. S pridobitvijo pravno formalnega statusa se skupine s svojim delovanjem lahko prijavljajo na razpise za javna sredstva, ki podpirajo dejavnosti na področju kulture, mladinskega dela in socialno ogroženih. Razpisi lahko postanejo eden izmed načinov financiranja svojih dejavnosti, ki pa ni zagotovljen ali konstanten – kot to velja za javne zavode, ki jih ustanovi občina ali država in jih nato tudi financira. Formalizacija torej do neke mere pomeni tudi birokratizacijo in težave, ki pridejo z njo, medtem ko neformalnost za seboj prinese probleme ilegalnosti, ki lahko vodijo v pravne konflikte z oblastjo. Skupnosti, ki naseljuje samonikla prizorišča, najsi bodo formalizirane ali ne, so pomemben del nevladnega sektorja, ki tvori civilno družbo.

## Kratka zgodovina mladinskega organiziranja
Predhodnike mladinskega organiziranja lahko v tradicionalnem kmečkem okolju najdemo v fantovskih in dekliških skupnostih, ki so bile nosilke družabnega življenja na vasi. Najpogostejša dejavnost druženja je bila petje. V mestih so bili v drugi polovici 19. stoletja prostori druženja meščanski saloni in čitalnice. V prvi polovici dvajsetega stoletja so v mestih vlogo druženja mladih prevzela športna društva - orli in sokoli, ki so bila  namenjena vadbi in druženju. V 40. in 50. letih je socialistična oblast v skorajda vsaki vasi zgradila tudi kulturni ali zadružni dom.  Čeprav ti domovi niso bili namenjeni samo mladim, pa so se znotraj njih lahko organizirali in se ob uradnih dejavnostih tudi neformalno družiti. Zaradi pomanjkanja tovrstnih načinov druženja v urbanih okoljih so v 60. letih oblasti pričele načrtno ustanavljati mladinske klube. Najstarejši še vedno aktiven primer tovrstnega kluba pri nas je Mladinski klub Nade Žagar (ali MKNŽ) v Ilirski Bistrici.
Mladinski klubi so v šestdesetih letih kmalu postali nosilci razvoja civilne družbe. Ob poslušanju nove glasbe so se razvijale ideje drugačnega pristopa h kulturi in izobraževanju, ki so doživele svoj višek v študentskem gibanju 1968-71. Zaradi pomembne vloge glasbe in plesov, so mladinske organizacije ustanavljale disko klube, ki so nemalokrat naseljevali isti prostor v katerem se je tudi igralo družabne igre in družilo prek poslušanja glasbe na gramofon, na voljo pa so bile po navadi tudi knjige in ostalo čtivo.
Pomembno vlogo pri ustanavljanju in organizaciji mladinskih klubov je na začetku imela Zveza mladine Slovenije, ki se je leta 1974 preimenovala v Zvezo socialistične mladine Slovenije (ZSMS). Ob propadu političnega sistema in prehodu v samostojno državo se je mladinska organizacija preoblikovala v politično stranko. Tako so se tudi prostori, ki so delovali kot mladinski klubi pod njenim okriljem, morali organizacijsko preoblikovati v drugo obliko, največkrat v društvo. Obenem pa so se v novoustanovljeni državi pojavili mnogi zapuščeni prostori – od vojašnic, ki jih je zapustila Jugoslovanska ljudska armada (JLA) do tovarn, kjer se je postopek denacionalizacije zavlekel in prepustil propadanju prostore, prej namenjene industrijski rabi. Poskusi legalne pridobitve tovrstnih prostorov niso obrodili sadov, zato so samonikle skupnosti posegle po taktiki skvotanja – primer je ljubljanska vojašnica na Metelkovi, kjer je nastalo še vedno aktivno Metelkova mesto ter Pekarna v Mariboru. Primera starejših prizorišč, ki sta nastala kot mladinska centra še v času Jugoslavije in se obdržala tudi ob prehodu političnega sistema sta še vedno aktivni MKNŽ v Ilirski Bistrici in do leta 2014 delujoči MKSC v Kopru. Leta 1991 je Republika Slovenij ustanovila Urad za mladino, ki zastopa interese mladinskega sektorja in mladinskega dela in katerega naloga je, da ureja in se zavzema za položaj mladih v družbi. Čeprav Urad podpira sistemsko financiranje prizorišč dejavnosti mladih, pa pobude od spodaj, mlade neformalne skupine in novonastala samonikla prizorišča, do njih največkrat sploh ne pridejo.

## Nevladno polje samoniklih prizorišč
V Sloveniji imajo status nevladnih organizacij društva, zasebni zavodi in ustanove. V nevladni sektor ne sodijo neformalne skupine, prav tako pa tudi ne posamezniki, ki delajo neprofitno in za javni interes. V pravnem razumevanju tako samoniklo prizorišče ne sodi v nevladni sektor vse do formalizacije v eno izmed oblik nevladnih organizacij. 
Formalizirana samonikla prizorišča ali nevladna samonikla prizorišča imajo še vedno značilnosti samoorganizacije, neinstitucionalnosti, nehierahičnosti ter spodbujanja in izvajanja novih načinov ustvarjalnosti ter sodelovanja. Njihovo delovanje je medgeneracijsko, vendar največkrat vključuje mlade, ki se v tovrstnih prostorih prvič srečujejo z možnostmi samostojnega organiziranja in svobodnega odločanja na podlagi lastnih interesov ter starejše, ki tovrstne že pridobljene izkušnje delijo. Zato se nevladna samonikla prizorišča pogosto prepletajo s pojmom mladinskih centrov. Po Zakonu o javnem interesu v mladinskem sektorju (ZJIMS 2010, 28. člen) je mladinski center »organizirano funkcionalno središče za mlade«, zato večina samoniklih središč v Sloveniji z vidika razpisov Urada RS za mladino, uvršča v kategorijo mladinskih centrov. Prav zaradi možnosti kandidiranja na razpisih za javna sredstva, se je število novoustanovljenih mladinskih centrov v obdobju do leta 2011 očitno povečevalo.

## Težave nevladja samoniklih prizorišč
Mladinski centri, ki imajo obliko nevladne organizacije zasebnega zavoda, so največkrat ustanovljeni s strani lokalnih (ali državnih) oblasti, ki njihovo delovanje tudi finančno podpira. V zameno za to oblast dobi delen nadzor nad tem kako se prostor upravlja, zaposlovanjem mladinskih delavcem torej kadrovskimi menjavami ter samim izvajanjem mladinske dejavnosti. Mladinski centri, ki so ustanovljeni kot javni zavodi, tako večkrat menjajo kadre, saj namesto ljudi, ki so se izobrazili z delom na terenu in so v lokalno sceno že vpeti ali pa do nje vsaj gojijo odobravanje in simpatijo, zaposlujejo politične podmladke lokalnega okolja ali ambiciozne podjetnike, ki vizijo programske politike prehitro menjajo glede na lastne, osebne interese. Izkušnje na terenu kažejo, da je sodelovanje med novoustanovljenimi javnimi zavodi (plačani kadri) in predstavniki že delujočih iniciativ (prostovoljci), velikokrat neuspešno, saj se obljube o položajih v vodstvenih organih mladinskega centra ter posledičnega soodločanja o programu in usodi mladinskega centra, največkrat ne izpolnijo, zatorej lahko ustanavljanje javnih zavodov tudi ogrozi delovanje prej uspešnih nevladnih pobud na mladinskem polju. Ustanavljanje javnih zavodov je bilo pospešeno tudi z razpisi Urada RS za mladino, na katere so se lahko prijavljali le javni zavodi.

## Seznam nekaterih samoniklih prizorišč v Sloveniji[20]
Ambasada ŠKM (Ambasada Štefana Kovača Marka Beltinci)
C.M.A.K. Cerkno (Cerkljanski mladinski alternativni klub)
KUD France Prešeren Trnovo
Menza pri koritu, Metelkova mesto; KUD Mreža, Ljubljana
Mladinski center Postojna (MCP)
Mladinski klub Metulj (Mladinsko društvo Bistrica ob Sotli)
MKNŽ Ilirska Bistrica (Mladinski klub Nade Žagar)
Pri Rdeči Ostrigi (Mladinski kulturni center Pri Rdeči Ostrigi Škofja Loka; Zavod O, zavod škofjeloške mladine)
MKK Črnomelj (Mladinski kulturni klub Črnomelj)
Mladinski, kulturni, socialni in multimedijski center (MKSMC) Koper
Multimedijski center MinK Tolmin - Zveza tolminskih mladinskih društev
Pekarna magdalenske mreže, Maribor
SubArt Kranj - Trainstation Squt Kranj
Unterhund Ormož